# Malkāpur (ort i Indien, Kolhapur)
Malkāpur är en ort i Indien.   Den ligger i distriktet Kolhapur och delstaten Maharashtra, i den sydvästra delen av landet, 1 300 km söder om huvudstaden New Delhi. Malkāpur ligger 576 meter över havet och antalet invånare är 13 343.
Terrängen runt Malkāpur är kuperad söderut, men norrut är den platt. Runt Malkāpur är det ganska tätbefolkat, med 166 invånare per kvadratkilometer. Det finns inga andra samhällen i närheten. I omgivningarna runt Malkāpur växer huvudsakligen savannskog.